# Chindrieux

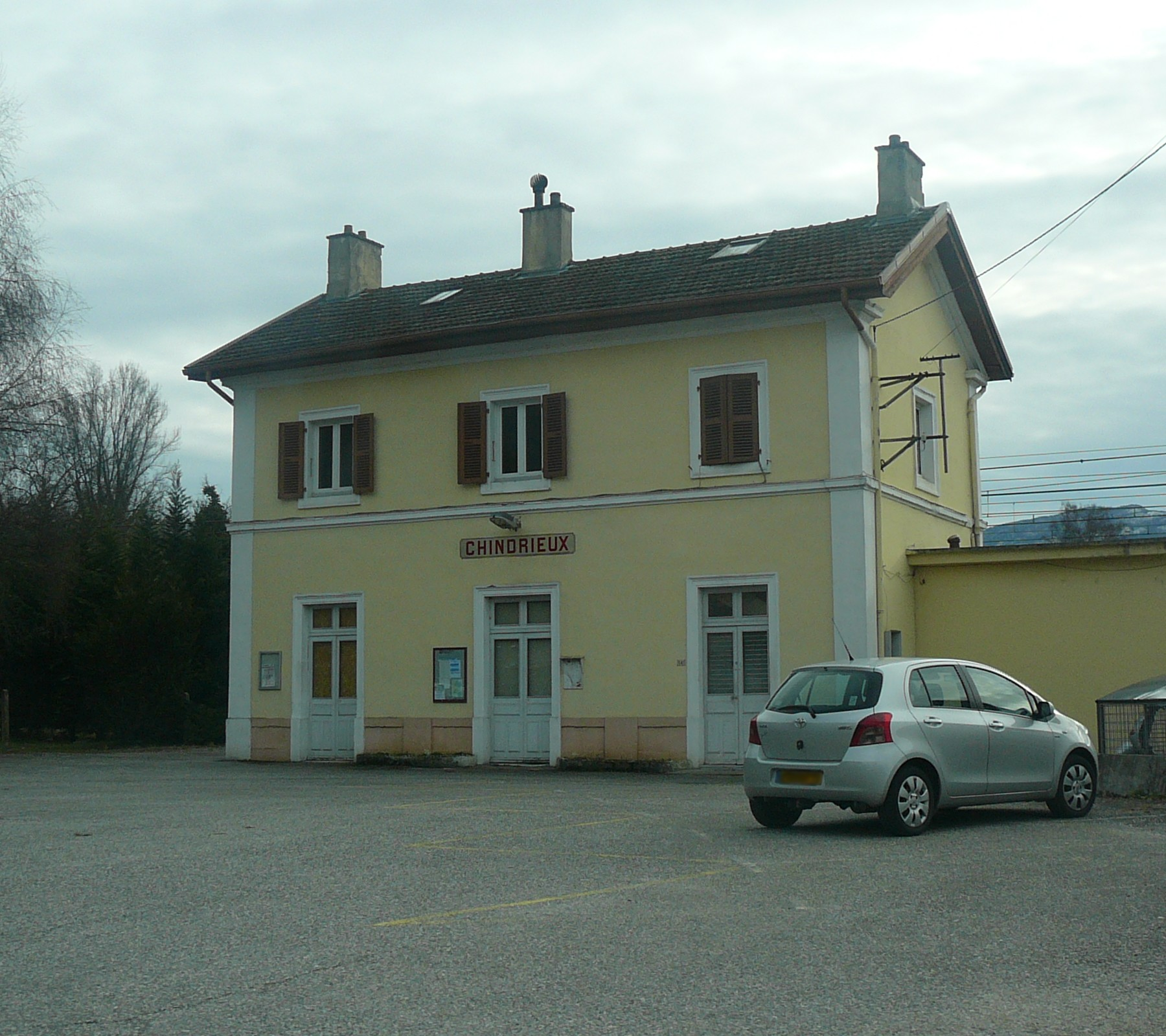
Dworzec kolejowy w Chindrieux, 2010

Chindrieux – miejscowość i gmina we Francji, w regionie Owernia-Rodan-Alpy, w departamencie Sabaudia.
Według danych na rok 1990 gminę zamieszkiwało 1059 osób, a gęstość zaludnienia wynosiła 64 osób/km² (wśród 2880 gmin regionu Rodan-Alpy Chindrieux plasuje się na 749. miejscu pod względem liczby ludności, natomiast pod względem powierzchni na miejscu 677.).